# Liste der Wappen in Vorarlberg

Vorarlberg (Details)

## Bezirk Bludenz

Bludenz

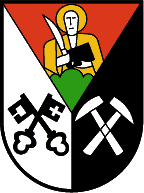
Bartholomäberg (Details)
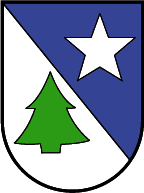
Blons
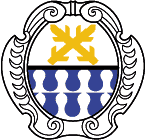
Bludesch
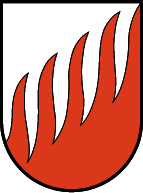
Brand
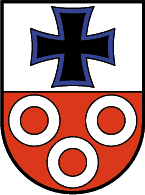
Bürs
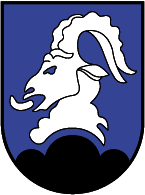
Bürserberg
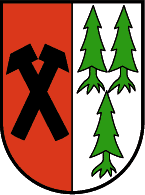
Dalaas
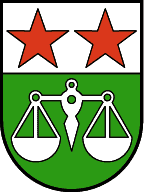
Fontanella
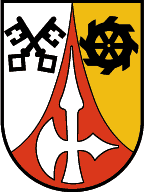
Gaschurn
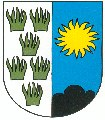
Innerbraz
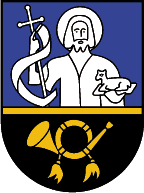
Klösterle
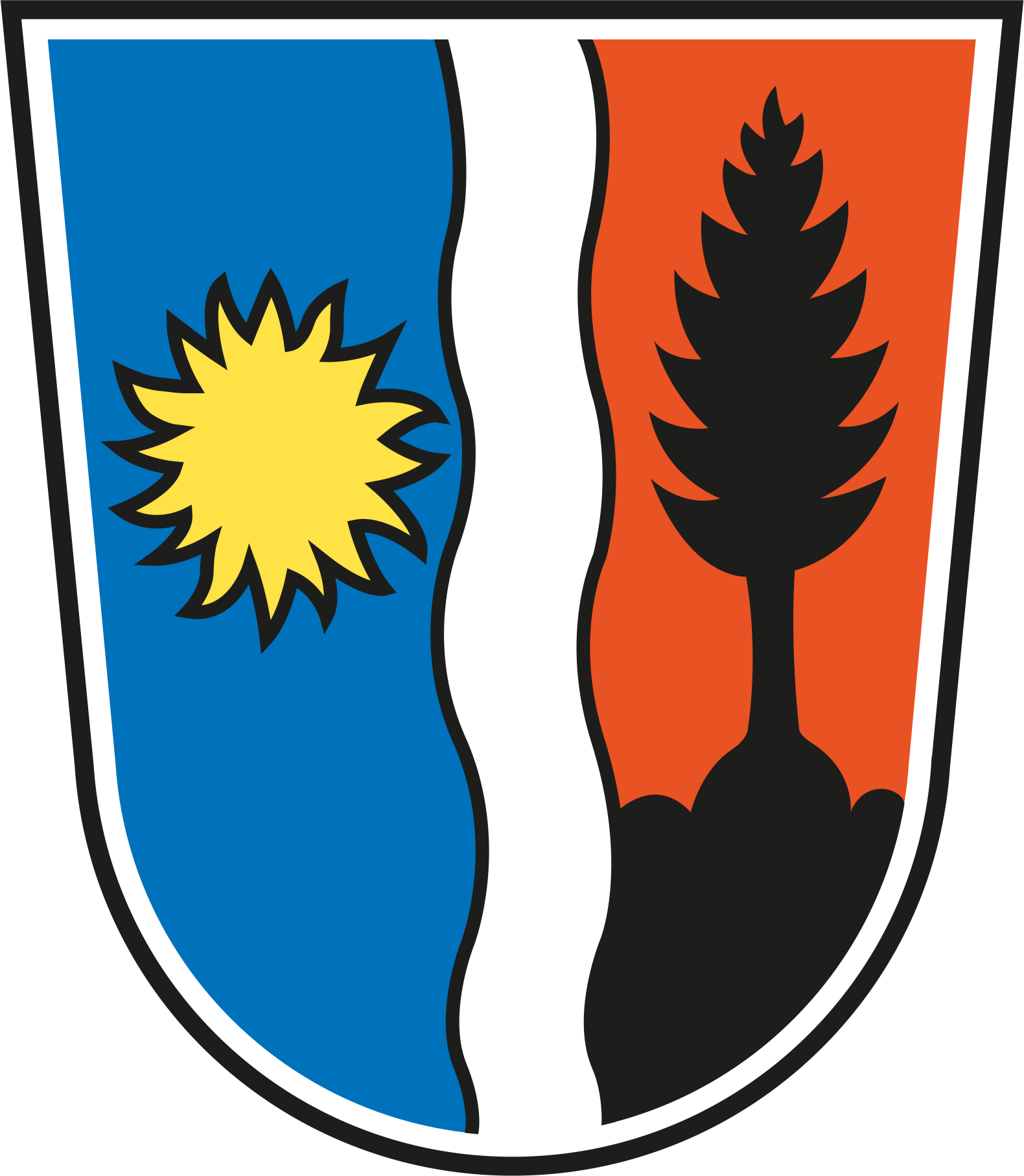
Lech
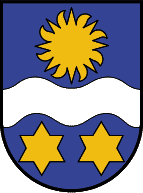
Lorüns
Ludesch
Nenzing
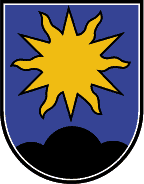
Nüziders
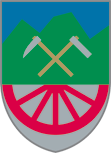
Raggal
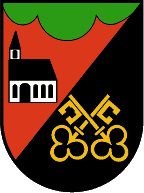
St. Anton im Montafon
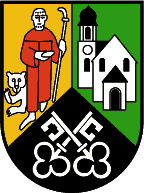
St. Gallenkirch
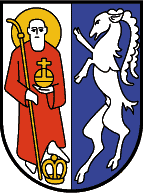
St. Gerold (Details)
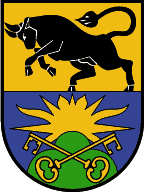
Schruns (Details)
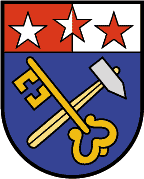
Silbertal (Details)
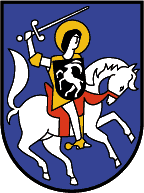
Sonntag
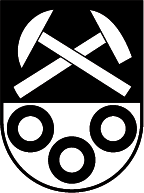
Stallehr (Details)
Thüringen
Thüringerberg
Tschagguns (Details)
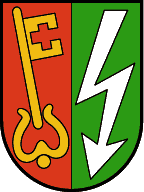
Vandans (Details)

## Bezirk Bregenz

Bregenz (Details)

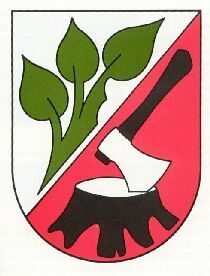
Alberschwende
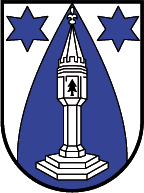
Andelsbuch
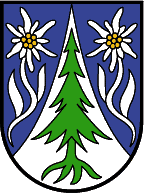
Au
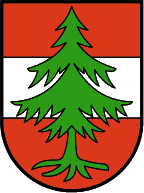
Bezau
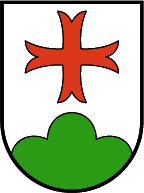
Bildstein
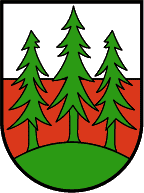
Bizau
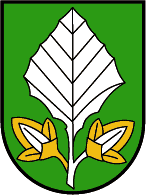
Buch
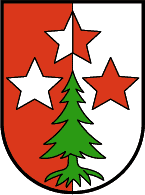
Damüls
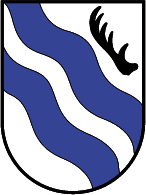
Doren
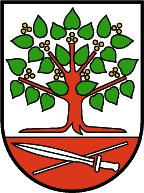
Egg
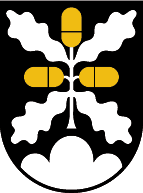
Eichenberg
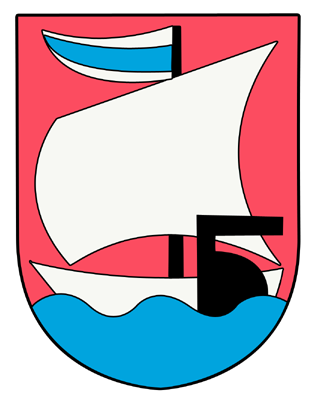
Fußach
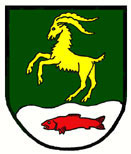
Gaißau
Hard
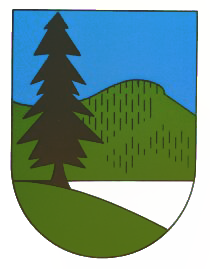
Hittisau
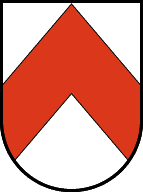
Höchst
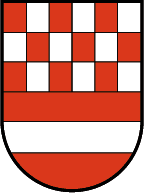
Hohenweiler
Hörbranz
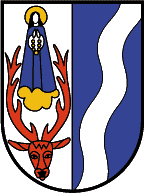
Kennelbach
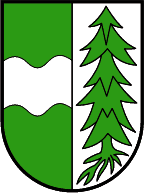
Krumbach
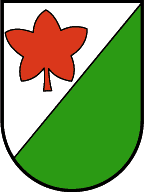
Langen bei Bregenz
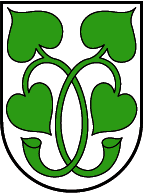
Langenegg
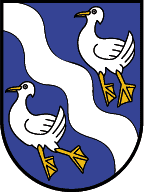
Lauterach
Lingenau
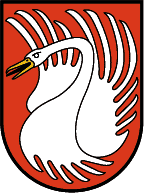
Lochau
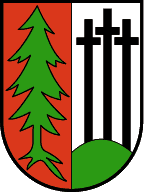
Mellau
Mittelberg
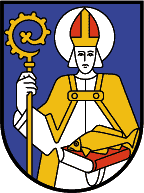
Möggers
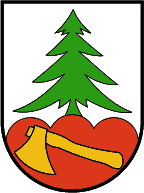
Reuthe
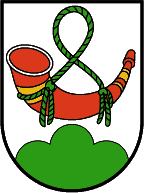
Riefensberg
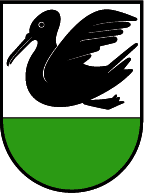
Schnepfau
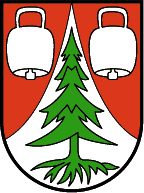
Schoppernau
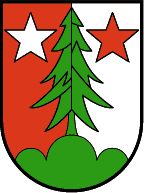
Schröcken
Schwarzach
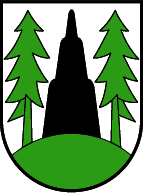
Schwarzenberg
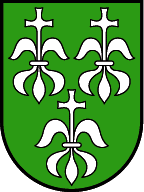
Sibratsgfäll
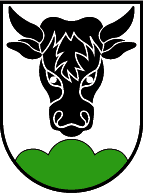
Sulzberg
Warth
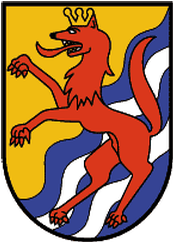
Wolfurt

## Bezirk Dornbirn

Dornbirn (Details)

Hohenems
Lustenau (Details)

## Bezirk Feldkirch

Feldkirch (Details)

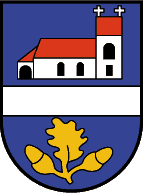
Altach
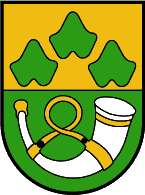
Düns
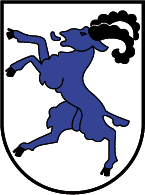
Dünserberg
Frastanz
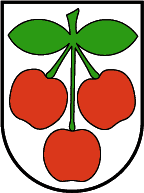
Fraxern
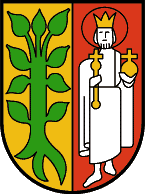
Göfis
Götzis
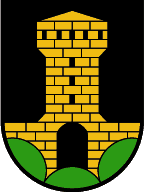
Klaus
Koblach
Laterns
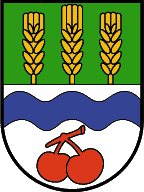
Mäder
Meiningen
Rankweil
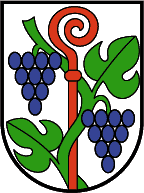
Röns
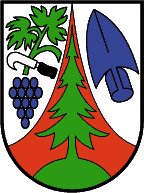
Röthis
Satteins
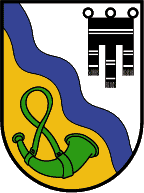
Schlins
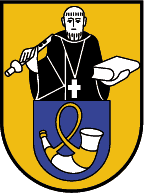
Schnifis
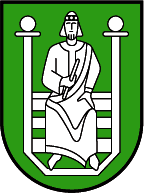
Sulz
Übersaxen
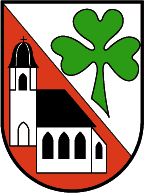
Viktorsberg
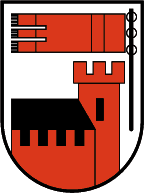
Weiler
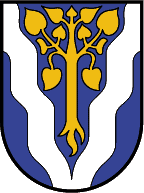
Zwischenwasser